# 競馬モーニング!
競馬モーニング!（けいばモーニング）はMBSラジオで毎週日曜日に放送していた中央競馬の予想番組。

## 概要
2008年4月6日に放送を開始した中央競馬の予想番組。3月30日に放送を終了した「ウィニングラン!」の後継番組。開催競馬場の放送席から生放送されている。司会は毎日放送の競馬実況アナウンサー美藤啓文、来栖正之、仙田和吉、河本光正が週替わりで務め、週替わりで登場する在阪スポーツ紙の競馬担当記者2人が、当日のメインレース（G1レース実施日はそのレース）の予想を展開する。2011年3月27日に終了した。

## 出演者

### 司会アナウンサー
- 美藤啓文
- 来栖正之
- 仙田和吉
- 大八木友之
- 河本光正

### 競馬担当記者
- スポーツニッポン - 柏原健士、原口公博、山添晴治、上岡圭吾、仙波広雄、菱田誠
- 大阪スポーツ - 難波田忠雄、河合成和、荒井敏彦、吉田竜作
  - 中京スポーツ - 高岡功
  - 九州スポーツ - 松波大樹
- 日刊スポーツ - 岡本光男、平本果那、松浦渉、鎌田優、吉富康雄、栗原竑人、雲野為史
- スポーツ報知 - 橋本樹理、和田伊久磨、山本武志、上村尚也、田中恵二、内尾篤嗣
- デイリースポーツ - 中江寿、井上達也、矢野幸一、松浦孝司、藤村和彦、長崎弘典

## 番組内コーナー
- 自信のこの1頭

出演競馬記者が、当日行われる全てのレースから最も自信がある1頭を選び推奨する。

## 関連番組
- GOGO競馬サンデー!（毎週日曜日13:00-16:30）
- GOGO競馬サタデー!（ラジオ関西 毎週土曜日10:05-16:30）